# Mariä Geburt (Choszczno)

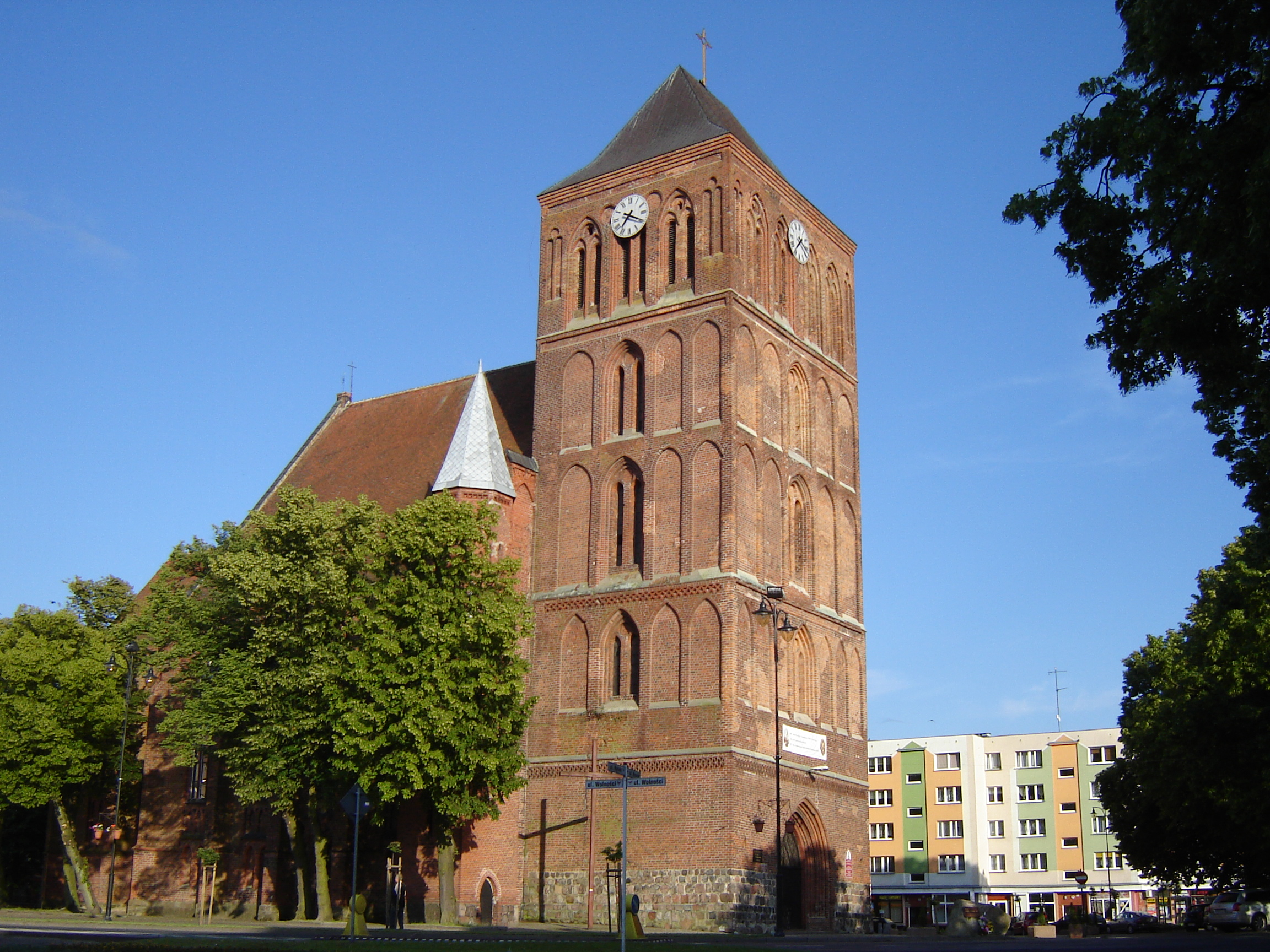
Arnswalde, St. Marien

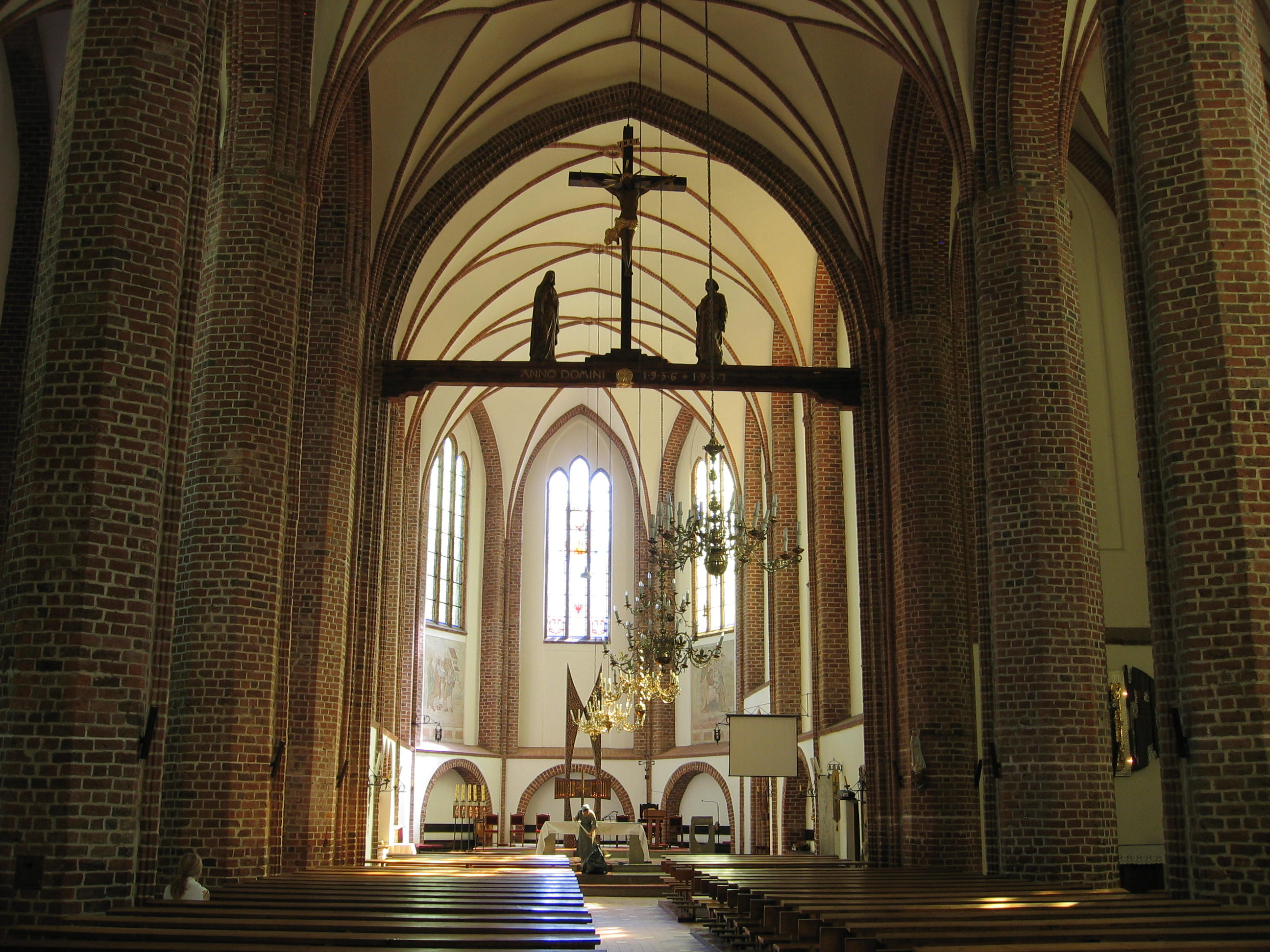
Innenansicht

Die römisch-katholische Kirche St. Marien (heute: Kirche Mariä Geburt, polnisch Kościół Narodzenia Najświętszej Maryi Panny) in Choszczno in der Woiwodschaft Westpommern ist die ehemalige Stadtkirche von Arnswalde in der Neumark.

## Geschichte
Die Kirche wurde im Wesentlichen in der ersten Hälfte des 14. Jahrhunderts errichtet. An der Wende zum 14. Jahrhundert kam es in der Region zu einer breiteren Anwendung der Backsteintechnik, die vorher mit den Aktivitäten der Landesherren verbunden war. Zu dieser Zeit wurden zahlreiche Stadtkirchen, die zunächst aus Granit errichtet worden waren, zu stattlichen Backsteinbauten umgebaut, so auch in Arnswalde. Im Fundamentbereich der heutigen Kirche befinden sich Granitquader, die offensichtlich von einem ersten Kirchenbau stammen.
Die erste zur Arnswalder Kirche bekannte Nachricht ist eine Urkunde von 1309, in der Markgraf Waldemar das Patronat den Johannitern übertrug. Markgraf Ludwig nahm vermutlich Jahr 1350 eine Altarstiftung vor. Auch die Existenz von Seitenaltären für diese Zeit ist belegt.
Von der Einführung der Reformation in Brandenburg-Küstrin 1535 bis zur Flucht und Vertreibung der Deutschen nach dem Zweiten Weltkrieg war die Marienkirche evangelisch.

## Bauwerk
Die Kirche ist eine Hallenkirche mit einschiffigem Chor, ein Kirchentyp, wie er im Laufe des 13. Jahrhunderts in der Region üblich wurde. Das dreischiffige Langhaus ist mit seiner kurzen und fast quadratischen Form bemerkenswert. Der kapellenartige Chor hat fast die gleiche Länge wie das Kirchenschiff. Die Kirche ist geostet, der quadratische Turm steht im Westen.

## Kircheninneres
Im Inneren teilen drei Paare achteckiger Pfeiler das Schiff in vier Joche. Die Joche im Mittelschiff sind querrechteckig im Verhältnis 1:2, die Joche der Seitenschiffe sind quadratisch. Die achteckigen und mit profilierten Diensten versehenen Pfeiler tragen Arkadenbögen, deren Kanten abgefast sind. Die Innenwände sind mit einem zweizonigen Aufbau mit Nischen gestaltet, wobei diese Nischen durch einfache Lisenen getrennt werden. Die untere sockelartige Zone ist als massive Mauer behandelt, in der rundbogige Nischen sitzen, die nicht profiliert sind. Diese Gestaltung ist vergleichbar der im Langhaus der Kirche von Greifenberg.